# Жан Траоре
Жан Траоре (фр. Jean Traoré, 6 березня 1938 — 20 липня 1999) — гвінейський військовий, політичний і державний діяч. Міністр закордонних справ Гвінейської республіки в 1985—1993 роках.

## Життєпис
Народився 6 березня 1938 року в місті Киндіа (Нижня Гвінея) в сім'ї селянина. У 1957—1959 роках проходив військову підготовку у Франції. Після проголошення Гвінеї незалежною державою, у 1959 році направлений на навчання до Радянського Союзу. У 1964 році закінчив Військово-інженерну академію імені В. В. Куйбишева. Після декількох років військової служби в 1968 році був направлений в ад'юнктуру цієї академії і закінчив її в 1972 році.
З 1972 року протягом 10 років командував саперною частиною гвінейської армії, був співробітником міністерства національної оборони.
У 1982 році направлений на навчання до США, де навчався у військовому інституті іноземних мов в Сан-Антоніо (штат Техас) і в піхотному училищі в Форт Беннінг (штат Джорджія).
У 1984 році Траоре повернувся до Гвінеї і в чині капітана взяв участь у військовому перевороті 3 квітня 1984 року. Тоді ж увійшов до складу провладного Військового комітету національного відродження і був призначений міністром шахт та геології. Після реорганізації уряду 18 грудня 1984 був переміщений на посаду державного міністра планування та природних ресурсів. У жовтні 1985 року на чолі економічної делегації відвідав СРСР.
У грудні 1985 року в чині майора був призначений міністром закордонних справ Гвінейської республіки і введений до складу Виконавчого комітету Військового комітету національного відродження.
У лютому 1986 року Траоре виїжджав до Франції на конференцію франкомовних країн. У липні того ж року він взяв участь у роботі 22-ї сесії Асамблеї ОАЄ в Ефіопії. У листопаді 1986 року Траоре представляв країну на 13-й Франко-африканської конференції глав держав і урядів у Того. У січні 1987 Жан Траоре відвідав Того, в квітні — Малі, в червні — Францію. У липні того ж року він брав участь в 23-1 сесії Асамблеї ОАЄ в Ефіопії. У вересні 1987 року Траоре відвідав США, де взяв участь в роботі 42-ї сесії Генеральної Асамблеї ООН. У лютому 1988 року Траоре відвідав Сьєрра-Леоне, у вересні брав участь в роботі 43-й сесії Генеральної Асамблеї ООН в Нью-Йорку.. У лютому 1989 року Жан Траоре відвідав Кубу..
У 1990 році очолював комісію з розробки Конституції Гвінеї. У 1992 році потрапив у немилість у президента Лансана Конте і в 1993 році залишив пост міністра закордонних справ. Надалі був прощений, повернутий в політику, і займав пост міністра урбанізації і навколишнього середовища. Отримав звання підполковника, потім полковника.
Жан Траоре помер 20 липня 1999 року.